# Deanna Monroe
Deanna Monroe es un personaje ficticio de la serie de televisión de AMC, The Walking Dead y es representado por Tovah Feldshuh. El personaje es una adaptación e intercambio de género de Douglas Monroe de la serie de cómics de los libros de historieta, en la que se basa el espectáculo. Deanna fue mordida por un caminante después de ponerse en marcha y reanimada como un caminante; más tarde fue encontrada por su hijo, Spencer y Michonne, quienes acaban con su zombificación.

## Caracterización
El personaje, es una ex congresista de Ohio, actúa como líder de la zona-segura de Alexandría ubicada en Washington D. C. y asigna roles de trabajo a sus habitantes en función de sus características y antecedentes.
Feldshuh explicó que su interpretación de Deanna se inspiró en Hillary Clinton. Ella dijo: "La basé en Hillary Clinton. Ella es alguien a quien admiro y alguien increíblemente calificada para liderar la nación. Ha estado al servicio de los Estados Unidos durante buena parte de su vida. La estudié como mi prototipo inmediato. Miré a otras congresistas maravillosas y traté de pensar qué podría aportar: ¿Dónde se conectó el personaje con mi personaje como ser humano? Porque no había tiempo. No lo olvides, esta no fue mi audición (del personaje). No es como subliminal que había preparado ". En su proceso de audición, lo describió como "extremadamente tenso" pero también "maravilloso". Ella consideraba a Alexandria una "ingenuidad increíble", citando que nada le ha pasado a la comunidad desde el brote. Al traer a Rick Grimes y los sobrevivientes a la comunidad, ella dijo: "Deanna está claramente buscando conectarse con la inteligencia de la calle, la fuerza muscular, pero no el vandalismo. Tiene que asegurarse de que estas personas sean racionales". También comentó que Deanna es un culturista que "necesita la fuerza [de Rick] [igual que] necesita su cerebro cultural".
Feldshuh explicó a Deanna y a la comunidad diciendo: "Alexandría lleva el nombre de la ciudad más grande con la mejor biblioteca del mundo: fue la primera gran biblioteca del imperio de Alexandro. Y Deanna es una mujer del libro. Es una mujer de gran inteligencia y una mujer que es muy culta. Es una mujer que sabe cómo conseguir que una abuela cuide niños pequeños en su sociedad de 30 miembros. Pero como una gran líder, sabe que necesitan sangre nueva. Necesitan sangre nueva para procrear. Necesitan nuevas reservas genéticas para obtener un poco de sangre fuerte allí. Y ella está desesperada por obtener fuerza, por guerreros en los que puedan confiar. "

## Cómic
Aquí es conocido como Douglas Monroe quien fue un excongresista demócrata de los Estados Unidos de Ohio que se convirtió en el líder de la Zona Segura de Alexandria. Él es el esposo de Regina y el padre de Spencer. Da la bienvenida a Rick y compañía con los brazos abiertos, aunque exige que sigan las reglas que él había establecido, pero su sistema y orden son cuestionados por Rick al ver como su comunidad se ha debilitado y viven en un exceso de "paz" y a su vez lo cuestiona por permitir que Pete Anderson abuse de su esposa, poco después Rick logra tener un encuentro a golpes con el marido abusivo de Jessie, lo cual casi le cuesta el exilio al oficial. Cuando su esposa muere a manos de Pete Anderson este le ordena a Rick que lo ejecute y Rick acata su orden, esto ocasionó una fuerte depresión por la muerte de su esposa y se encierra en su casa durante largos períodos de tiempo. Durante el ataque zombi, Douglas está rodeado por muertos vivientes. Mientras trata de disparar a los zombis, accidentalmente dispara en el ojo a Carl Grimes. Luego es devorado por la horda de zombis.

## Adaptación de TV
Antes del brote, Deanna era congresista de Ohio. Ella tiene un esposo llamado Reg, que es profesor de arquitectura y sus dos hijos llamados Aiden y Spencer. Cuando se produjo el brote, Deanna y su familia regresaban a Ohio cuando los militares los redirigieron de nuevo a una comunidad de zona segura antes de que los militares fueran derrotados. Sin embargo, Reg usó los suministros de un centro comercial aún en construcción para construir un gran conjunto de muros alrededor de la zona de seguridad, aunque a costa de las vidas de 14 personas y Deanna se estableció como la líder de la comunidad, aunque ella misma tenía una experiencia mínima. en el mundo exterior su inexperiencia es exactamente la razón por la que Deanna creía que necesitaban reclutar personas que hayan experimentado la dureza del mundo exterior para ayudarles a prepararse mejor para ello. Sin embargo, Deanna exilió a tres personas de la comunidad que "no funcionaron", lo que dejó un pesado cargo en su conciencia. Aaron, uno de los reclutadores de Alexandria, más tarde revela que uno de estos hombres se llama Davidson.

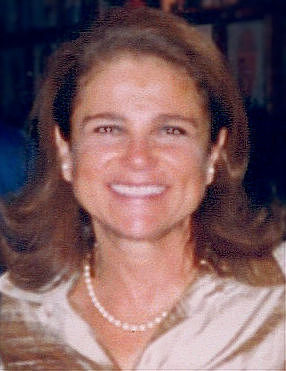
La actriz estadounidense Tovah Feldshuh fue elegida para encarnar a la líder de la zona segura de Alexandreía, Deanna Monroe desde la mitad de la quinta temporada hasta la mitad de la sexta temporada.

### Temporada 5
En el episodio "Remember", se presenta a Deanna como la líder de Alexandria que entrevista a todos los miembros del grupo de Rick Grimes para conocerlos y ayudarla a encontrar roles para que contribuyan a la comunidad. A Rick le gusta especialmente y adivina correctamente que él estaba en una posición de autoridad antes del brote, un alguacil. Pero también se entera de que él mató a tanta gente que ni siquiera recuerda cuántas personas que usaron métodos brutales para sobrevivir, lo que resultó en la muerte de otros miembros de su grupo. Sin embargo, Deanna solo cree que Rick y su equipo son las mismas personas que necesitan para defender a la comunidad y le confiesa a Rick que exilia a tres personas que no pudieron adaptarse y Rick se vuelve más confiado en ella. Ella también entrevista a Daryl Dixon que camina con su ballesta y una zarigüeya muerta y se niega a sentarse, lo que deja a Deanna desconcertada. Cuando entrevista a Carol Peletier, Carol miente sobre su pasado, lo que implica que tiene pocas habilidades de supervivencia y Deanna le da el trabajo de asistencia para ancianos. Durante su entrevista, Michonne expresa su deseo y gratitud por haber encontrado la comunidad, algo que ella ha querido desde hace mucho tiempo. Deanna también entrevista a Glenn Rhee que admite que estuvieron casi demasiado tiempo fuera y necesitan que esto funcione y Deanna le asigna carreras de suministros con Aiden. Ella también entrevista al hijo de Rick Carl, con su hermanita Judith, quien confiesa que él mató a su madre para evitar su reanimación, pero comenta que ella estaría feliz de haber encontrado este lugar. Deanna le da dos casas al grupo de Rick para que se dividan entre ellas. Más tarde, Deanna verifica al grupo que ha decidido quedarse en la única casa, lo que entiende como simples precauciones y expresa su asombro por lo cerca que se han convertido, a pesar de sus diferencias. Deanna afirma que las armas no están permitidas dentro de la comunidad solo cuando están afuera, pero sí les permite mantener sus armas de defensa. Más tarde, llega para ver a Glenn y Aiden atacandose de una carrera que salió mal, lo que hace que Daryl y Nicholas entren en una pelea acalorada. Luego se dirige a la comunidad, les indica que acepten a Rick y su grupo y por separado, agradece a Glenn por haberle dado cierto sentido a Aiden. Luego le ofrece a Rick y Michonne las posiciones de los agentes de la ciudad que aceptan.

En el episodio "Forget", Rick le habla a Deanna acerca de defender los muros con patrullas y armar a algunas personas seleccionadas para que vigilen, lo que Deanna considera innecesario. Cuando se le pregunta sobre los turnos que la gente toma en la torre del reloj, Deanna responde con la revelación de que la ciudad no tiene un puesto de observación oficial, lo que sorprende y enoja a Rick. Sasha se ofrece con vehemencia como voluntario para ser el primer vigilante de la torre y pide tener la mayor cantidad de turnos posibles. Deanna se da cuenta de esto y se niega a permitir que Sasha tenga un trabajo como este tan pronto. Deanna les dice que organizará una fiesta para todos los residentes de Alexandria para celebrar la entrada del grupo de Rick (especialmente Judith) en su comunidad y le dice a Rick que autorizará el uso de un puesto de vigilancia en la torre si su grupo asiste. Él acepta y Deanna se va a hacer los preparativos para su fiesta. Luego se la ve presentando a su esposo, Reg Monroe, a Rick y Michonne. Siendo el líder de la comunidad, gran parte de su tiempo está monopolizado por las solicitudes de los residentes y por lo tanto, se la deja para no socializar con Rick y su grupo. Al día siguiente, Deanna supervisa personalmente la salida de Sasha para una caminata rápida. Sasha le dice a Deanna que el estilo de vida de Alexandria no es real, pero Deanna rechaza con orgullo la perspectiva de Sasha, calificándola de "mierda" antes de entregarle una caja de munición a regañadientes, asignándola oficialmente a su nuevo trabajo como la francotiradora en la torre del reloj.
En el episodio "Spend", Deanna y Reg ven a su hijo Aiden como un reflejo de ellos cuando él y un pequeño grupo salen a una carrera de suministros. Más tarde, Tobin llega a la casa para hacer que ella elija a Abraham Ford como jefe de la cuadrilla de construcción. Después de que él se ha ido, ella está preocupada por la elección de otra de las personas de Rick en una posición de poder, pero Maggie Greene, que es ahora su asistente, le asegura que va a estar bien. El Padre Gabriel Stokes luego viene a la casa para advertirle sobre el grupo de Rick quien sorpresivamente le advirtió sobre la peligrosidad de Rick y sus amigos y le afirmó que tarde o temprano terminarían destruyendo todo lo que ella había construido.
En el episodio "Try", Deanna, Reg y Spencer están de luto por la pérdida de Aiden. Tocan una de las canciones de Aiden en memoria de él. Carol le deja a la familia una cazuela, pero Deanna no la toma y solo quema la nota que estaba incluida. Rick se acerca a ella donde está junto a la tumba de su hijo y le dice que lamenta su pérdida. Él menciona que Jessie está siendo abusada domésticamente por su esposo Pete. Deanna revela que ella sabía esto y "esperaba que mejorara". Rick quiere saber por qué no se ha hecho nada para detener a Pete. Deanna le informa que esto se debe a que Pete es una doctora, y por lo tanto es valiosa, y no ve una solución a la situación. Rick dice que él mismo se encargará del problema al matarlo. Deanna le prohíbe estrictamente que haga algo como matar a otra persona. Rick le dice que Pete podría terminar matando a Jessie, pero Deanna le dice que si esto sucediera, ella lo exiliaría, no lo ejecutaría. Más tarde, ella es llamada después de que Pete y Rick luchen brutalmente, Rick logra someterlo y ella trata de disolver la situación hasta que Rick apunta con un arma a ella y a los otros residentes de la zona de seguridad. Ella se queda escuchando el discurso de Rick hasta que Michonne lo noquea.
En el final de temporada "Conquer", Deanna aparece por primera vez en el episodio cuando habla con Maggie sobre lo que pasó entre Rick y Pete. Más tarde, ella dice que una reunión se llevará a cabo en la comunidad esa noche. Maggie intenta convencerla de que Rick no quiso hacer ningún daño por lo que hizo, pero Deanna simplemente le dice a Maggie que todo se resolverá en la reunión esa noche. En la reunión, Deanna se da cuenta de que Rick no está presente. Deanna revela lo que Gabriel le contó sobre el grupo de Rick. Deanna y los demás se sorprendieron cuando Rick llega a la reunión y lanza a un caminante abatido frente a ellos y le dice a Deanna que los caminantes entraron porque la puerta quedó abierta. Spencer nota que le pidió a Gabriel que asegurara la puerta y Deanna envía a Spencer a buscar a Gabriel mientras Rick se dirige a la multitud diciéndoles que los vivos y los muertos nunca dejarán de intentar tomar lo que tienen, y siempre tendrán que estar listos para ello. Pete entonces aparece con la katana de Michonne con la intención de matar a Rick. Reg intenta calmar a Pete, solo para que Pete le rebane la garganta y Deanna se ponga histérica, sosteniendo a Reg. Enfurecida, ella dice "Rick? Hazlo". Rick, sin dudarlo, le dispara a Pete en la cabeza.

### Temporada 6
En el estreno de la temporada, Deanna permaneció varios minutos recostada en el charco de sangre en el que había muerto su esposo Reg y cuando tuvo la oportunidad, recalcó de manera sombría al padre Gabriel sobre su error con respecto al grupo de Rick. Ella estuvo de acuerdo con Rick para no enterrar a Pete dentro de Alexandria y dio la orden de llevárselo, como resultado de lo cual logran descubrir una cantera llena de caminantes en las cercanías de la comunidad. Durante la reunión de la aldea para decidir qué hacer con la horda, Deanna se mantuvo alejada de la discusión y cuando llegó el momento de dar su opinión, apoyó la propuesta de Rick sin dudarlo y dio la orden para que otros hicieran lo mismo "(First Time Again)". Mientras Rick y los demás llevaron a cabo el plan para alejar a los caminantes, Deanna se quedó en Alexandria en compañía de Maggie, quien la alentó a superar su depresión y volver a ser la líder que los alexandrinos que la necesitaban, imaginando un futuro prometedor para Alexandria, como Reg lo había querido. Deanna se inspiró en las palabras de Maggie por unos momentos, pero cuando la ciudad fue atacada repentinamente por los Lobos, nuevamente se sintió desesperada. En lugar de ayudar a defender su hogar, Deanna optó por permanecer oculta porque consideraba que solo sería una carga debido a su incapacidad para luchar y una vez que terminó el combate observó con tristeza las terribles pérdidas que habían sufrido. Sin embargo, Maggie continuó apoyándola y le aconsejó que fuera fuerte para aquellos que habían logrado ponerse de pie que la necesitan "(JSS)". Desafortunadamente, el ataque de los lobos terminó atrayendo a una gran parte de la horda de caminantes a los alrededores de la comunidad exponiendo en peligro las vidas de todos los residentes. Deanna afectada ignoró la situación y se alejó cuando los alexandrinos exigieron una solución, orgullosa de cómo su hijo tranquilizó a una multitud que intentó robar las despensas, la mujer descubrió que todo era un engaño de Spencer y lo reprocho por su intolerancia, provocando al chico, quien la culpó por las muertes de Reg y Aiden y por cómo había dado las falsas esperanzas de seguridad a la comunidad, al ser sorprendida por un caminante, siendo uno de los lobos que murió en el ataque anterior, la mujer liberó su ira contra el caminante, hasta que  Rick logra someter al caminante. A pesar de ser pesimista, Deanna le reveló al oficial su deseo de vivir y que Alexandria continue de pie, aclarando que ya no podía liderar al dar oficialmente a Rick el mando de la comunidad "(Now)". Emocionada por volver a ser útil en la comunidad, Deanna se mantuvo ocupada dibujando planos para la expansión de Alexandria y con orgullo los presentó al propio Rick. Cuando Spencer se salvó de una muerte segura a manos de los caminantes, la mujer mostró su gratitud a Tara y al oficial y se mostró insatisfecha por su acción cuando reveló haberlo rescatado porque era su hijo. "(Heads Up)". En el final de mitad de la temporada, cuando la horda de caminantes entró en Alexandría, Deanna trató de convencer a Rick de que se pusiera a salvo y en el intento fue atacado por un caminante. Afortunadamente, la intervención del alguacil terminó ayudando y todos se pusieron a salvo encerrándose en la casa de Jessie. Gravemente herida, Deanna fue tratada por Michonne, quien descubrió que había sido mordida por uno de los caminantes. En sus últimos momentos, Deanna le dio esperanzas a Michonne sobre el futuro de Alexandria y le hizo prometer a Rick que cuidara a su hijo y la comunidad. Después de ser abandonada, la mujer rechazó la idea de suicidarse y se enfrentó a la horda de caminantes que ingresaron a la propiedad. Rodeada por los muertos vivientes, Deanna lanzó un último grito de agonía antes de ser brutalmente devorada por los caminantes.("Start to Finish)."
Finalmente, Deanna fue reanimada como una caminante y permaneció vagando por varias semanas alrededor de Alexandria, siendo buscada por Spencer, quien quería terminarla de una vez por todas. Después de ser encontrado por Carl y Enid, el chico se dispuso a guiar a la zombificada mujer a su hijo a través del bosque. Tomada por Michonne, una reanimada Deanna fue apuñalada en la cabeza por Spencer y enterrada bajo un árbol marcado con una "D". "(The Next World)."

## Casting
Feldshuh explicó: "Se pusieron en contacto conmigo y entré y leí en una escena, pero fue para el jefe de inteligencia de un guion completamente diferente. El guion estaba tan camuflado que no tenía idea. No tenía nada en absoluto para La parte que me dieron fue fantástica y debió tener los rasgos que buscaban en el personaje que luego me ofrecieron, que era Deanna Monroe.[cita requerida]
Tovah Feldshuh fue ascendida al reparto coprotagónico en la sexta temporada.[cita requerida]

## Recepción
Zack Handlen elogió al personaje diciendo: "Me sorprendió lo mucho que me gustaba Deanna. ¡Ella parece tan razonable! Además, es una ex congresista que es tan buena leyendo a la gente que, si no hubiera ganado la reelección, iba a ser un jugador de póquer. Eso es una historia de fondo divertida ".